# Mutations (álbum de Beck)
Mutations é o sexto álbum de estúdio do cantor Beck, lançado a 3 de novembro de 1998.
O disco venceu um Grammy Award, na categoria "Best Alternative Music Performance".
Em julho de 2008, o disco tinha vendido 586 mil cópias nos Estados Unidos.

## Faixas
Todas as músicas por Beck.
1. "Cold Brains" – 3:41
2. "Nobody's Fault but My Own" – 5:02
3. "Lazy Flies" – 3:44
4. "Canceled Check" – 3:14
5. "We Live Again" – 3:05
6. "Tropicalia" – 3:20
7. "Dead Melodies" – 2:36
8. "Bottle of Blues" – 4:56
9. "O Maria" – 3:59
10. "Sing It Again" – 4:19
11. "Static" – 11:20

## Paradas
| Ano  | Parada              | Posição |
| ---- | ------------------- | ------- |
| 1998 | Billboard 200       | 13      |
| 1998 | Top Canadian Albums | 6       |